# Aspila salmantina
Aspila salmantina là một loài bướm đêm trong họ Noctuidae.